# Ermita de Santa Bárbara (Tírig)
La ermita de Santa Bárbara de Tírig, en la comarca del Alto Maestrazgo, provincia de Castellón, es un lugar de culto catalogado como Bien de Relevancia Local, con la categoría de Monumento por declaración genérica, con códigoː 12.02.111.003, según la Disposición Adicional Quinta de la Ley 5/2007, de 9 de febrero, de la Generalitat, de modificación de la Ley 4/1998, de 11 de junio, del Patrimonio Cultural Valenciano (DOCV Núm. 5.449 / 13/02/2007).
La ermita se localiza a las afueras del pueblo, a unos cuatro quilómetros, en el paraje conocido como “Can Redo” y cuenta la leyenda que su construcción se debe al empeño de un vecino de Tírig para agradecer el resultar ileso del accidente que padeció al caer un rayo sobre su casa, destruyéndola totalmente. Se iniciaron las obras en 1603, siendo el responsable de las obras Joan Gogia, picapedrero francés que vivía en San Mateo (Castellón).
Se ubica sobre una plataforma sobre la roca de la cumbre, que es el pavimento interior de la ermita. De planta rectangular de 17 por cinco metros y de nave única. Es de construcción sencilla y austera. De fábrica de mampostería blanqueada, con cubierta a dos aguas (en el exterior, mientras que la cubierta interna es en forma de bóveda de cañón, salvo en el presbiterio que presenta cubierta en bóveda de crucería, con el emblema de la santa y una leyenda ilegible, esculpidas en la clave), y un muro lateral que protege de los fuertes vientos. La entrada se realiza por una Puerta de madera en arco de medio punto, enmarcada por dovelas irregulares. Sobre la Puerta se abre un vano con aspecto de tronera abocinada, y el remate de la fachada es en hastial, que sirve de espadaña para una única campana.
La fiesta se celebra el 4 de diciembre y se lleva a cabo una romería desde el municipio a la ermita en la que se celebra una misa tras la cual se reparten los “panets”.